# 7816 Hanoi
7816 Hanoi (1987 YA) là một tiểu hành tinh có quỹ đạo gần quỹ đạo Sao Hỏa, có cấp sao tuyệt đối 14,6 được phát hiện ngày 18/12/1987 bởi nhà thiên văn học người Nhật Bản sinh năm 1952 Masahiro Koishikawa (小石川正弘) tại trạm Ayashi của Đài quan sát thiên văn Sendai. Tiểu hành tinh này bay quanh mặt Trời một vòng hết 1.286 ngày.

## Phát hiện và đặt tên
Masahiro Koishikawa phát hiện ra dấu vết tiểu hành tinh này thông qua phân tích dữ liệu quan sát được từ trạm Ayashi của Đài quan sát thiên văn Sendai tại công viên trung tâm thành phố Sendai vùng Tōhoku, Nhật Bản. Sau này ông đăng ký đặt tên tiểu hành tinh theo thủ đô của Việt Nam, nơi ông đặt chân tới năm 1997 cùng Yoshihide Kozai nhằm giúp đỡ các nhà thiên văn Việt Nam xây dựng, lắp đặt kính thiên văn Schmidt Cassegrain 0,4 m với máy ảnh cảm biến tích điện kép, khúc xạ 0,1 m tại Trường Đại học Sư phạm Hà Nội, phường Dịch Vọng Hậu, quận Cầu Giấy, Hà Nội. Cùng với 7816 Hanoi, M. Koishikawa đã phát hiện ra 18 tiểu hành tinh khác trong quá trình nghiên cứu tại Sendai từ năm 1987-1995. Tiểu hành tinh được phát hiện năm 1991 6097 Koishikawa trong vành đai chính được định danh theo tên ông.

## Thuộc tính
7816 Hanoi quay chung quanh mặt Trời theo một quỹ đạo hình elip chu kỳ 1285,1130823 ngày (3,52 năm) với độ lệch tâm quỹ đạo {\displaystyle e={\sqrt {1+{\frac {2EL^{2}}{m_{\text{red}}\alpha ^{2}}}}}}{\displaystyle ={\sqrt {1+{\frac {2\epsilon h^{2}}{\mu ^{2}}}}}} = 0,2949687, nghiêng một góc 2,37919 độ so với quỹ đạo Trái Đất, góc cận điểm 170,43711 độ, kinh độ điểm mọc 223,05692 độ, dị thường trung bình khoảng 96,54257 độ. Quỹ đạo chuyển động cúa tiểu hành tinh này có viễn điểm 2,9956280 AU, cận điểm quỹ đạo 1,6309364 AU, bán trục lớn 2,3132822 AU nên 7816 Hanoi được tính vào nhóm thiẻn thể có quỹ đạo chuyển động nằm gần quỹ đạo của Sao Hỏa (có bán trục lớn xấp xỉ 1,5 AU) về phía ngoài. 7816 Hanoi cũng tự quay quanh trục với chu kỳ 5,17 giờ.